# Charles Sanders Peirce
Charles Sanders Peirce (ur. 10 września 1839, zm. 19 kwietnia 1914) – amerykański naukowiec, filozof, twórca (obok Williama Jamesa) kierunku filozoficznego zwanego pragmatyzmem. Autor ważnych prac poświęconych metodzie nauki oraz logice relacji. Wszechstronny geniusz, który wniósł wiele do matematyki, filozofii, chemii, geodezji, psychologii i statystyki. Jego ojcem był matematyk Benjamin Peirce.

## Życiorys
Ukończył studia na Uniwersytecie Harvarda, uzyskując stopień MSc (chemia) w 1863 roku. Początkowo był wykładowcą logiki w Uniwersytecie Johnsa Hopkinsa (Wydział Matematyki). Wykonywał badania naukowe w wielu rozmaitych dziedzinach. Został członkiem National Academy of Sciences w 1877 roku. Kilka lat później (1884) uczelnia podjęła decyzję o zerwaniu kontraktu z powodów obyczajowych (niewierność małżeńska). Po zwolnieniu z uczelni żył w nędzy jako zapomniany człowiek (pracował m.in. jako urzędnik). Za życia nie znalazł wydawcy dla swego dwunastotomowego dzieła poświęconego pragmatyzmowi.
Jest autorem słowa „pragmatyzm” i głównych koncepcji tego nurtu, które spopularyzował jego przyjaciel, William James. Został jednym z twórców semiologii.
Pozornie relatywistyczna zasada pragmatyzmu nie była tak odbierana przez Peirce’a, który nie miał w sobie nic z relatywisty. Definiował dobro jako „sumę wszystkich naszych działań, wynikających z naszego wyobrażenia o nim”. W „Pragmatyzmie” rozszerzył to rozumowanie nawet na pojęcie Boga. Pisał, że „jeśli hipoteza Boga działa satysfakcjonująco w najszerszym sensie tego słowa, to jest ona prawdziwa.” Wierzył, że nauka jest jedna i prawdziwa, i naukowcy stale się przybliżają do odkrycia praw uniwersalnych.
Triadyczny schemat Peirce'a naciska na dyskursywne i zbiorowe doświadczenia wytwarzania wiedzy, również z pozostałością scjentyzmu daje do zrozumienia, że poznanie – ponowne odkrycie pragmatyzmu w komunikacji może skłaniać do myślenia o „semiotyce społecznej” – polega na przywracaniu tego.